# André Even
André Even, född 14 januari 1926 i Pont-l'Évêque, död september 2009, var en fransk basketspelare.
Even blev olympisk silvermedaljör i basket vid sommarspelen 1948 i London.